# Willem IV van Weimar
Willem IV van Weimar (overleden op 6 maart 1070) was van 1039 tot aan zijn dood graaf van Weimar en van 1046 tot aan zijn dood markgraaf van Meißen.

## Levensloop
Willem IV was de oudste zoon van graaf Willem III van Weimar uit diens tweede huwelijk met Oda, vermoedelijk een dochter van markgraaf Thietmar II van de Lausitz. Na de dood van zijn vader in 1039 werd hij graaf van Weimar en in 1042 werd hij benoemd tot paltsgraaf van Saksen. 
Toen markgraaf Ekhard II van Meißen in 1046 overleed wees keizer Hendrik III dit markgraafschap prompt toe aan Willem, die zo ook in het bezit kwam van de Thüringse landgoederen van zijn stiefvader Dedi II van Lausitz. Op die manier wist hij alle landerijen die in handen waren van Ekhard II onder een heerser te verenigen.
Willem bleef een loyale aanhanger van de regerende Salische dynastie en steunde na de dood van keizer Hendrik III in 1056 het regentschap van keizerin-weduwe Agnes van Poitou. Hij stond hoog in de gunst van de regentes, die hem in 1060 samen met bisschop Everhard van Naumburg het commando gaf over het leger dat koning Andreas I van Hongarije steunde in de strijd tegen diens broer Béla I. Volgens kroniekschrijver Lambert van Hersfeld wachtte Willem IV niet op een Boheems contingent onder leiding van hertog Spythiněv II om Willem IV te helpen maar viel hij de troepen van Béla I onmiddellijk aan, waardoor het Duitse leger zich al snel moest terugtrekken. Terwijl koning Andreas dodelijk verwond raakte, werden Willem en bisschop Everhard in de Slag bij de Thebenpas in de buurt van Mosonmagyaróvár gevangengenomen. Béla's zoon Géza was evenwel onder de indruk van Willems moed en wist zijn vader niet alleen te overtuigen om hem vrij te laten, maar ook om zijn dochter Sophia te verloven met Willem.
Na zijn vrijlating keerde Willem terug naar Duitsland. Toen hij in 1062 opnieuw onderweg was naar Hongarije om zijn toekomstige bruid op te halen, werd hij echter ziek en stierf tijdens de reis. Zijn verloofde Sophia huwde uiteindelijk met zijn neef, markgraaf Ulrich II van Istrië. Daar hij ongehuwd en kinderloos was gebleven, werden zijn landerijen geërfd door zijn jongere broer Otto I.